# Кимчхэк
Кимчхэк (кор. 김책시?, 金策市?, на русский язык также транслитерируется как Ким-Чхэк или Ким-Чак) — город и порт на юге провинции Хамгён-Пукто в КНДР.
Назван в честь корейского политического и военного деятеля Ким Чхэка. Ранее, до 1951 года назывался Сонджин (성진시, 城津市).

## География
Находится на берегу незамерзающей бухты Ким-Чхэк-Хан Японского моря, в устье реки Намде.

### Климат
| Показатель              | Янв. | Фев. | Март | Апр. | Май  | Июнь | Июль  | Авг.  | Сен.  | Окт. | Нояб. | Дек. | Год   |
| ----------------------- | ---- | ---- | ---- | ---- | ---- | ---- | ----- | ----- | ----- | ---- | ----- | ---- | ----- |
| Средняя температура, °C | −5,8 | −4,1 | 0,7  | 6,6  | 10,9 | 15,3 | 20,1  | 22,0  | 17,8  | 11,7 | 4,0   | −2,9 | 8,0   |
| Норма осадков, мм       | 22,2 | 14,4 | 23,7 | 31,6 | 57,7 | 70,1 | 102,5 | 162,4 | 107,5 | 42,3 | 40,8  | 27,7 | 703,4 |
| Источник: World Climate |      |      |      |      |      |      |       |       |       |      |       |      |       |

## История
Изначально являлся небольшой рыбацкой деревней. После открытия порта для внешней торговли в 1899 году начал стремительно расти, экспортировал сельскохозяйственную продукцию, древесину, говядину.
После подписания 22 августа 1910 года договора о присоединении Кореи к Японии вошёл в состав Японской империи.
В 1931 получил статус города. В 1930-х годах стал крупным промышленным центром, начав разработку ближайших месторождений полезных ископаемых.
Во время корейской войны, с октября по декабрь 1950 был занят войсками ООН.
В 1960 году численность населения составляла 87,2 тыс. человек, город являлся крупным центром чёрной металлургии (производство ферросплавов и электростали), также здесь действовали предприятия пищевой промышленности, стройматериалов и судоверфь. В районе города вели добычу магнезита и графита.
В 1980е годы численность населения города составляла 100 тыс. человек, основой экономики являлись электрометаллургия и судоверфь.
В городе имеется крупный сталелитейный завод имени Ким Чхэка. После разрыва связей с СССР и прекращения поставок комплектующих и расходных материалов, комбинат сильно снизил производительность. Неподалёку от города располагаются разрабатываемые месторождения графита и магнезита. Отрасли производства: производство магнезитовых изделий, электродов, графитовых пластин, обработка мрамора.
Через город проходит автомобильная и железная дорога. Имеется глубоководный незамерзающий морской порт с судоверфью. На морском порте работает Тэхынское рыбоводческое предприятие.
В городе имеется небольшой музей, посвященный деятельности президента Ким Ир Сена. В остальном же среди заметных достопримечательностей можно выделить лишь памятники, разбросанные по городу. Кроме того в Кимчхэке расположен народный футбольный стадион, на котором проводятся как любительские, так и профессиональные матчи.

## Люди, родившиеся в городе
- Ли Ден Ок — председатель Административного Совета КНДР с 1977 по 1984.
- Чхо Со Хэ — корейский писатель.
- Ён Нам Цой — прадед Виктора Цоя.